# كتابة اللغة الثانية
كتابة اللغة الثانية هي دراسة مهارة الكتابة التي يقوم بها متحدثون / كًتَاب بلغات غير اللغة كلغة ثانية أو أجنبية.
بالإضافة إلى نشر البحوث من خلال مجلة الكتابة باللغة الثانية، يشارك الباحثون في هذا المجال بانتظام في ثلاثة مؤتمرات أكاديمية، ندوة الكتابة باللغة الثانية،  اتفاقية TESOL،  ومؤتمر التكوين الجامعي والتواصل.

## ندوة كتابة اللغة الثانية
بدأت ندوة كتابة اللغة الثاني في عام 1998 في جامعة بوردو، وهي مؤتمر دًولي حول الكتابة باللغة الثانية. لقد كان حدث كل سنتين حتى عام 2006، ثم أصبح سنوياَ بعد ذلك. تم استضافتها في جامعة بوردو ست مرات، ولكن في 2007 تم عقدها في اليابان، وفي 2009 كانت في جامعة ولاية أريزونا، وفي عام 2010 كانت في مورسيا، أسبانيا، وفي 2011 كانت في تايبيه، تايوان أما في 2013 ستًعقد الندوة في جامعة شاندونغ ‏، جينان، الصين.

## شركة تيسول TESOL
في يونيو 2005، قام مجلس تيسول TESOL بإضافة قسم جديد عن الاهتمام بالكتابة. تم تسميته كتابة اللغة الثانية هي؛ وفي مارس 2006 قامت بعقد اجتماعها الأول في تامبا، حيث تناولت موضوعات تتراوح بين «توسيع وجهات النظر في كتابة اللغة الثانية» و «أساليب التنسيب البديلة لكُتًَاب اللغة الثانية» إلى «قضايا في تقنيات فصول التأليف في اللغة الثانية» و «عبور الجسور مع شركات كتابة اللغة الثانية.»
كما يشير هذا، يوفر القسم منتدى للباحثين والمعلمين في مستويات مختلفة من الصفوف والإعدادات المؤسسية لمناقشة كتابة اللغة الثانية. أهداف القسم، على وجه التحديد هي:
- لزيادة الوعي بأهمية الكتابة في تدريس اللغة الإنجليزية كلغة أجنبية، وكلغة ثانية.
- لتشجيع ودعم تدريس الكتابة لطلاب اللغة الإنجليزية كلغة ثانية على جميع المستويات،
- لتوفير منتدى لمناقشة قضايا تقييم الكتابة ووضع كتاب اللغة الثانية، و
- لنشر وتعزيز البحث في كتابة اللغة الثانية [5]

يُسهل القسم التواصل عن الكتابة عبر مستويات التعليم وإعدادت الكتابة. تُشير الأبحاث الحديثة في نطاق منحة كتابة اللغة الثانية إلى أنه يتم إنتاج معظم المنح الدراسية على المستوى الوطني (داخل الولايات المتحدة) والمنشورة دوليًا من قِبل الباحثين في التعليم بعد الثانوي في مؤسسات الأبحاث المكثفة. غالبًا ما يكون لسياقات أخرى للكتابة (ما قبل الروضة حتى الثانية عشر، الكليات ذات السنتين، البرامج المجتمعية، المدارس الدولية برعاية الروضة -12، إلى آخره.) وأعداد أكبر بكثير من كتاب اللغة الإنجليزية كلغة أجنبية، إلا أن العلماء في هذه البيئات، لا سيما الباحثون المعلمون، لا يتلقون في كثير من الأحيان الدعم من أجل البحث والكتابة.
في ضوء هذا، يوفر القسم للباحثين فرصة لبدء مزيد من الأبحاث والمنح الدراسية في هذه السياقات الممثلة تمثيلا ناقصًا من خلال دعم التعاون والشراكات الجديدة عبر المستويات وتوفير منتدى لمناقشة التجارب المشتركة. يتميز هذا القسم، مثله مثل الشركة الأم تيسولTESOL، بكونه يشمل جميع المستويات والمجالات الأكاديمية.

## في مؤتمر تكوين الكليات والتواصل CCCC
يشارك أيضًا باحثو الكتابة باللغة الثانية في مجموعة ذات مصالح خاصة في هذا المجال في مؤتمر تكوين الكليات والتواصل CCCC. بالإضافة إلى ذلك، لدى المنظمة لجنة لكتابة اللغة الثانية لتوحيد العمل بين مؤتمر تكوين الكليات والتواصلCCCC وشركة تيسول TESOL لإشراك المزيد من العلماء في مناقشات المجال.
يركز الكثير من الاهتمام الحديث على إمكانات التواصل عبر الكمبيوتر (CMC) لتعزيز الرغبة وفرصة الكتابة.
بالإضافة إلى ذلك، تم التركيز على التطبيق العملي لتدريس كتابة اللغة الثانية، ليس فقط في الأوساط الأكاديمية ولكن في هذا المجال أيضاً.

## وجهات النظر والنظريات
تم تطوير كتابات اللغة الثانية من عدة وجهات نظر مختلفة. يقدم كتاب Manchón الذي تم تحريره حول تطوير الكتابة في اللغة الثانيةL2: وجهات نظر متعددة، نظرة ثاقبة يمكن من خلالها البحث عن تطوير لغة الكتابة في المنظور الثاني. تتضمن كتبها المحررة دراسات عن تطور الكتابة في اللغة الثانية L2 من نظرية النظم الديناميكية، نظرية الهدف، اللغويات الوظيفية النظامية القائمة على النوع، ونظرية النوع البلاغي.
تم دراسة تطويرالكتابة باللغة الثانية على نطاق واسع من خلال منهجيات مستعرضة تقليدية مثل: تصاميم ما قبل الاختبار ومابعد الاختبار.
ومع ذلك، ظهرت زاوية جديدة تُسمى نهج نظرية النظم الديناميكية في تطوير اللغة الثانية في في أوائل عام 2000. تستكشف الدراسات التي تتبنى منظورنظرية النظم الديناميكية، التفاعلات بين التركيبات المختلفة مثل: المعجم والنحو والدقة باستخدام الارتباطات المتحركة. عادة ما يتم استكشاف درجة التباين في البنى بواسطة الرسوم البيانية min-max ، وأخذ عينات البيانات وتحليل Monte Carlo. وكان Verspoor و de Bot و Lowie من بين الباحثين الذين تبنوا هذه الزاوية الجديدة. استخدم هؤلاء الباحثون بيانات السلاسل الزمنية لدراسة التطور في كتابة اللغة الثانية.

## الباحثين البارزين
فيما يلي قائمة بالباحثين الذين ساهموا في مجال أبحاث كتابة اللغة الثانية.
- دوايت أتكينسون
- كريستين بيرسون كاساناف
- سكوت كروسلي
- أليستر كومينغ
- دانا فيريس
- كين هايلاند
- الجليدية لي
- إيلونا ليكي
- روزا مانشون
- بول كي ماتسودا
- لورديس أورتيغا
- شارلين شلل الأطفال
- توني ج. سيلفا
- نعومي ستورش
- كريستين تاردي
- مارجولين فيرسبور

## برامج الحاسوب
يستخدم البحث في الكتابة باللغة الثانية أدوات حسابية مختلفة لدراسة التطور. فمثلا:
- COH-متريكس
- L2 محلل تعقيد النحوية

## روابط خارجية
- مجلة الكتابة باللغة الثانية
- ندوة كتابة اللغة الثانية نسخة محفوظة 21 نوفمبر 2019 على موقع واي باك مشين.